# Хуан Тайцзі
Хуантайцзі́ (кит.: 皇太極, Huáng Tàijí; 28 листопада 1592 — 21 вересня 1643) — чжурчженський хан династії Пізня Цзінь (1626—1636). Перший імператор династії Цін (1626—1643). Представник маньчжурського роду Айсін Ґьоро. Восьмий син чжурчженського хана Нурхаці. 1631 року запровадив управлінську систему за зразком династії Мін. Проголосив постання династії Цін (1636). Змінив ім'я чжурчженів на маньчжури. Проводив завоювання китайської династії Мін. 1637 року змусив корейську династію Чосон визнати себе васалом династії Цін. Девіз правління — Тяньцун (1627—1636), Чунде (1636—1643).

## Імена
- Власне: невідоме, можливо Абахай.
- Тронне маньчжурською: Хо́нг Тайджі́ (маньчжурська: ᡥᠣᠩ ᡨᠠᡳᠵᡳ, Hong Taiji) — від хунтайджі.
- Тронне китайською: Хуа́н Тайцзі́ (кит.: 皇太極; піньїнь: Huáng Tàijí)
- Посмертне ім'я: Імператор-просвітитель; імператор Вень (кит.: 文皇帝, Wén-huángdì) — скорочене.

- Повне: Імператор-Просвітитель, який з волі Небес заснував Країну, поширив доброчинність і проявив войовничість; широкосердий і поміркований; людяний і мудрий; розумний і покірний батькам; шанобливий і кмітливий; той, хто встановив ясність, підвищив моральність і проявив подвиги (応天興国弘徳彰武寬温仁聖睿孝敬敏昭定隆道顕功文皇帝, Yingtian Xingguo Hongde Zhangwu Kuanwen Rensheng Ruixiao Jingmin Zhaoding Longdao Xiangong Wen)

- Храмове ім'я: Тайцзу́н (кит.: 太宗, Tàizōng, «великий пращур»).
- Ха́н Тяньцун (кит.: 天聰汗, Tiāncōng-hàn) — від девізу правління Тяньцун.
- Імпера́тор Чунде́ (кит.: 崇德帝, Chóngdé-dì) — від девізу правління Чунде.